# BANZAI! digital trippers
「BANZAI! digital trippers」（バンザイ デジタル トリッパー）は、Aqoursと初音ミクのコラボレーション楽曲。2022年8月24日にLantisから発売された。

## 背景

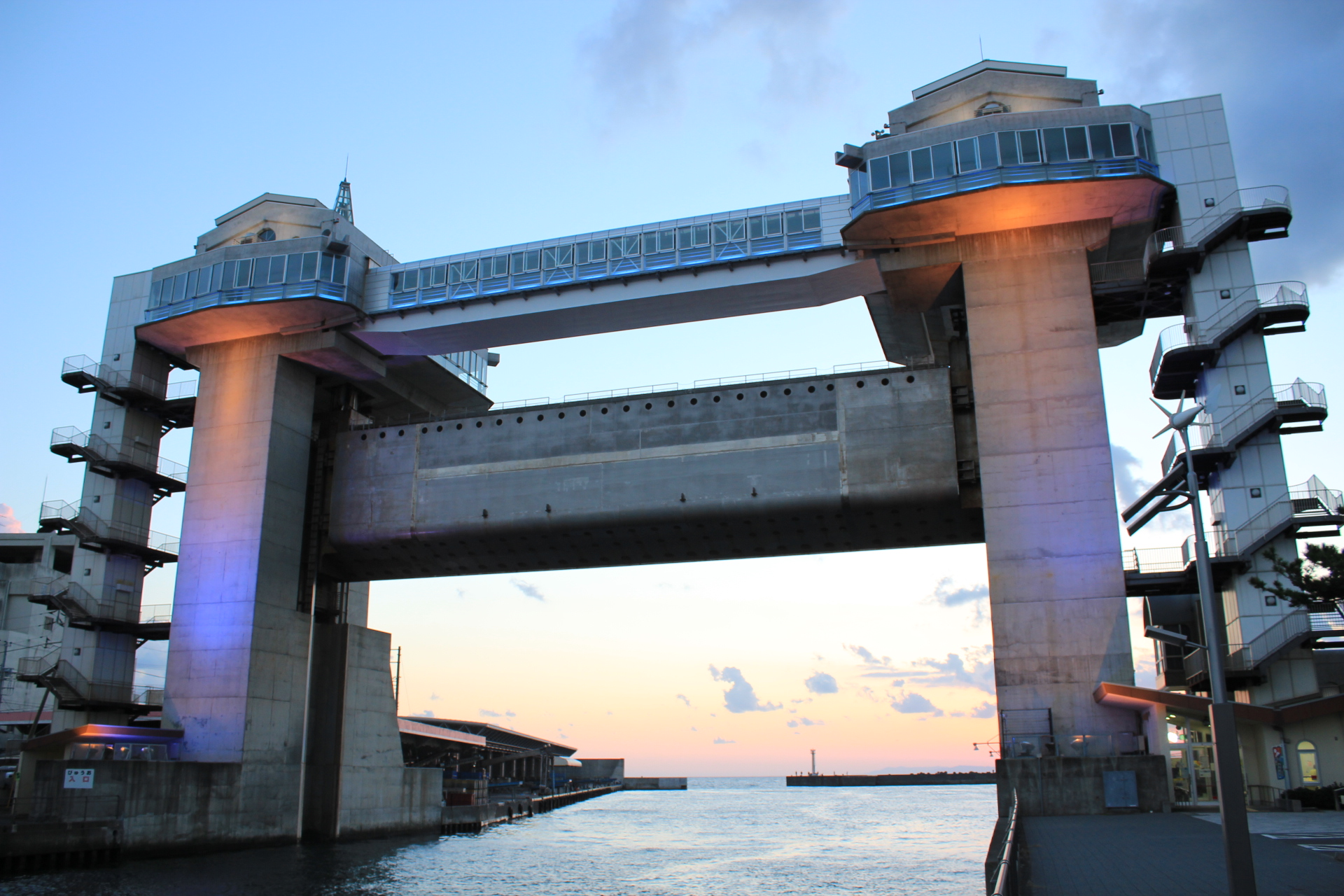
PVに登場したびゅうお。

前作「ユメ+ミライ=無限大」から約2か月ぶりとなるシングル。2021年6月30日に放送された生放送「ラブライブ！サンシャイン!! Aqours爆誕！6周年de全員集合!!新情報もドリカラ盛り!! Aqours浦の星女学院生放送!!! 〜We Are Challengers!!〜」内でアーティストコラボ企画として発表され、同年12月30日に開催された「ラブライブ！サンシャイン!! Aqours EXTRA LoveLive! 〜DREAMY CONCERT 2021〜」で、コラボ相手が初音ミクと発表された。アニメーションPVは2022年5月4日にYoutubeで公開された。このPVの中に、2019年5月31日をもってサービスを終了した『ぷちぐるラブライブ!』が登場、「協力」としてクレジットされている。
表題曲「BANZAI! digital trippers」は、黒澤ダイヤと初音ミクのダブルセンター曲。アニメーションPVでは、進路に悩む黒澤ダイヤを主役としたストーリーが展開されている。ラストシーンではびゅうおでダイヤとミクが交流するシーンが描かれている他、カップリング曲「KA-GA-YA-KI-RA-RI-RA」のPV内でもびゅうおが中心に描かれている。
ライブパートでは通常通りのAqours9人で行う黒澤ダイヤ単独センターバージョンと、初音ミクが背景モニターに登場しダンスに参加するダブルセンターバージョンの2パターンが披露された。

## リリース
2022年8月24日にLantisからBD同梱盤とDVD同梱盤の2種類がリリースされ、初回生産特典として「Aqours EXTRAライブ チケット最速先行抽選申込券」のチケット最速先行抽選申込券が封入されている。

## チャート成績
2022年8月24日付のオリコンデイリーランキングでは4位にランクインし、翌日の8月25日付では0.4万枚を売り上げ3位に浮上した。2022年9月5日付オリコン週間シングルランキングでは2.5万枚を売り上げて3位にランクイン。アニメCDシングルチャートでは2作連続の週間1位を獲得した。また、初音ミクとしてはシングルCD初の首位獲得となった。

## 収録曲
| #         | タイトル                                | 作詞         | 作曲・編曲 | 時間  |
| --------- | --------------------------------------- | ------------ | ---------- | ----- |
| 1.        | 「BANZAI! digital trippers」            | 畑亜貴       | Mitchie M  | 4:51  |
| 2.        | 「KA-GA-YA-KI-RA-RI-RA」                | KIRA・畑亜貴 | KIRA       | 3:20  |
| 3.        | 「BANZAI! digital trippers」(Off Vocal) |              |            | 4:52  |
| 4.        | 「KA-GA-YA-KI-RA-RI-RA」(Off Vocal)     |              |            | 3:21  |
| 合計時間: | 合計時間:                               | 合計時間:    | 合計時間:  | 16:24 |

| #  | タイトル                                       | 作詞 | 作曲・編曲 |
| -- | ---------------------------------------------- | ---- | ---------- |
| 1. | 「BANZAI! digital trippers」(アニメーションPV) |      |            |